# Burg Schlochau

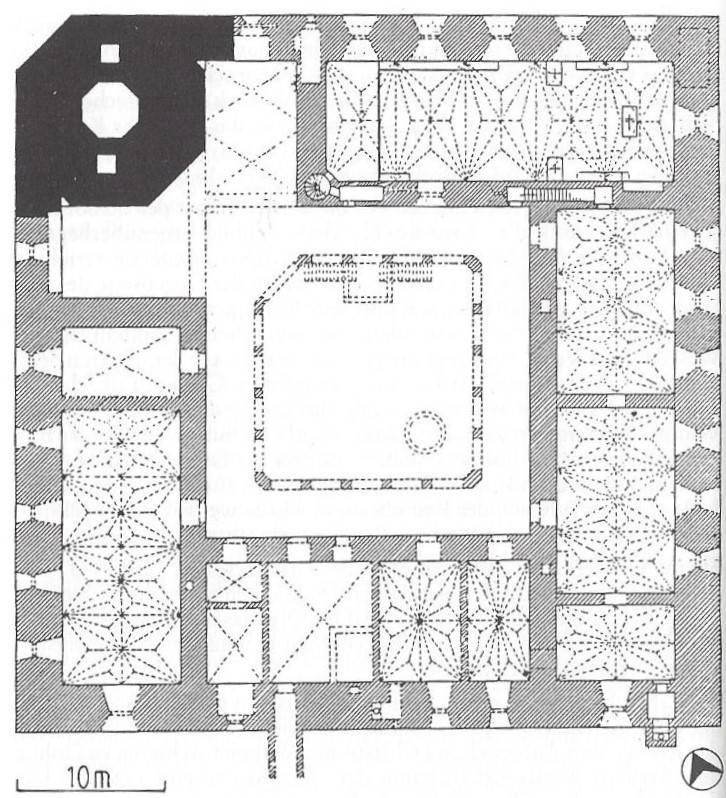
Grundriss der Burg Schlochau

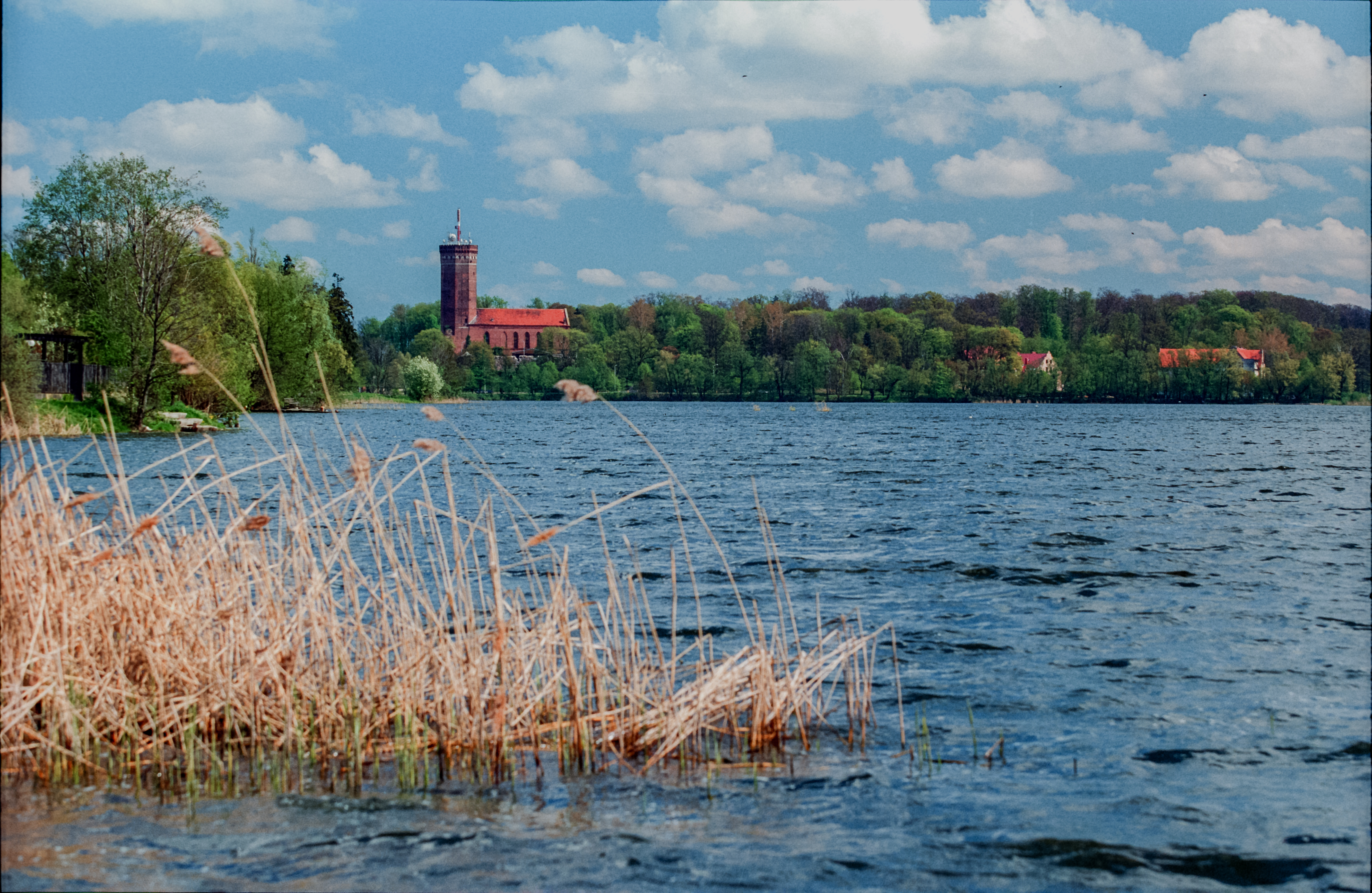
Lage am See

Die Burg Schlochau in Schlochau in Westpreußen ist die zweitgrößte Ordensburg des Deutschen Ordens im heutigen Polen. Erhalten ist nur der Turm. Seit 2004 befindet sich im Turm und der vor knapp 200 Jahren angebauten Kirche das Regionalmuseum von Schlochau.

## Baugeschichte
Der Bau der Anlage, in der der erste Komtur bereits 1332 residierte, erfolgte in den Jahren 1325 bis 1365. Im Jahre 1454 wurde sie von Soldaten König Kasimirs IV. von Polen erobert. Während des Dreizehnjährigen Krieges besetzten die Kreuzritter das Schloss für vier Tage. Im Jahre 1656 kam die Burg Schlochau, nach der einige Monate dauernden Belagerung, für ein Jahr in schwedischen Besitz. In den Jahren 1466 bis 1770 war das Schloss Sitz eines polnischen Starosten. In den Jahren 1633 bis 1637 wurde für die dazugehörige Verwaltung (Starostei) ein neues Gebäude auf der Burg erbaut. Nach der Ersten Polnischen Teilung im Jahre 1772 gelangte Czluchów unter preußische Herrschaft. Nach dem Brand der Stadt 1793 erlaubte Friedrich Wilhelm II. von Preußen den Schlochauern, die bis dahin gut erhaltene Burg abzutragen, um Baustoff für neue Gebäude zu gewinnen. Seit 1811 ist nur noch der 46 Meter hohe Turm erhalten.

## Kapelle
In die ehemalige Ordensburg wurde 1826–28 eine neue Kapelle eingebaut, nach einem von Karl Friedrich Schinkel 1824 überarbeitetem Entwurf. Der Bergfried wurde 1844 als Glockenturm einbezogen. Die Kapelle dient heute als katholische Kirche.